# Cecilia de la Fuente de Lleras
Cecilia de la Fuente de Lleras (Barcelona, 7 de outubro de 1916 - Bogotá, 2 de março de 2004), foi a Primeira-dama da Colômbia entre 1966 e 1970, como esposa do presidente Carlos Lleras Restrepo. Cecilia foi a força motriz da criação do Instituto Colombiano de Bem-Estar Familiar, uma instituição governamental que visa proteger crianças órfãs e também combater a desnutrição infantil.
Cecilia é avó materna do 10º vice-presidente da Colômbia Germán Vargas Lleras.